# サーヴィランス 監視者
『サーヴィランス 監視者』（サーヴィランス かんししゃ）は、2002年4月25日にソニー・コンピュータエンタテインメントより発売されたPlayStation 2用アドベンチャーゲーム。タイトルは、サブタイトルの通り「監視者」を意味する。
企画・原作・アニメーション制作はProduction I.G。
本作はProduction I.Gが関わってきた『やるドラ』シリーズと同様に、流れるアニメーションに何らかの介入を行える。さらに、リアルタイムで流すアニメーションを複数にすることで、そのうちの1つを随時任意選択して閲覧しながら介入することが可能である。

## ゲーム内容
「サーヴィランスシステム」によって、複数の監視カメラから流れる様々な映像から情報を収集することが目的である（ゲーム中の役割を補足すれば、収集した情報を主人公の所属する特殊部隊の隊員へ情報を伝え、作戦を補佐する）。確認したい映像を切り替えながら閲覧するため、一連の時間で毎回違った演出を行えるという特徴もある。
ストーリーの流れは、6つのチャプター（章）に分けられる。チャプターは、導入部のブリーフィング、プレイヤーが操作可能なリアルタイムステージ、モニター表示時間や解析履歴のチャプターリポートの流れで進む。

### リアルタイムステージパート
このパートでは、監視カメラの映像に映っている解析対象から情報を解析・収集していく。チャプター内で決められた「重要解析対象」を解析したかによってストーリーが分岐し、重要解析対象を解析していなければバッドムービーが流れる。なお、複数のカメラから流れる映像はゲーム内の経過時間に同期して流れており、基本的に後述する複数のモニターへ同時に映像が流れる。
画面には、解析操作するための大きいメインモニター1つとその下部にある小さなサブモニター6つ（AからF）があり、それぞれ監視カメラからの映像が同時に流れる。どのモニターを中心に見るのかはプレイヤーの判断に委ねられる。サブモニターはパートの進行状況によって増減する。なお、サブモニターには音声センサーがあり、音が発生した場合にはゲージが伸縮する。
メインモニターには、サブモニターから選択した画面が表示される（選択中のサブモニターは見えなくなる）。メインモニターでは、画面に表示された物体（人や武器など）にマーカーが付き、マーカーを1つ選択することで情報の解析が始まる。解析中に音声は流れるが、メインモニターの画像が停止し、解析が終わるまでしばらく操作不能になる（非常に見づらいが、停止画面と重なる形で動画は流れる）。解析が完了すると、解析対象の名前が画面に表示され、データベースに登録される。このデータベースに登録した情報の詳細は、チャプターレポートやタイトルで閲覧できるため、本作の資料としても機能する。また、登録した解析対象は重要な解析対象を除いて解析済みのマーカーになるため、プレイを繰り返すことで少しずつ埋めていくことができる。
前述の通り、監視カメラからの映像や音は同時進行で流れるため、サブモニター全体をチェックしつつ解析が必要なサブモニターをメインモニターに切り替えて解析するという判断力が問われる。
解析対象となるものは全チャプターを通すと膨大で、同一な対象であっても場面によって情報の違う解析対象になったり、中には一瞬しか登場しないものや事前に解析を済ませないと映らない映像の中にもある。解析可能な対象を全てのチャプターで解析完了すると、さらに解析対象が増大したゲームモードが追加されるため、コンプリートを目指す場合は個々の映像をメインモニターで確認するやり込みプレイの必要がある。

## ストーリー
西暦2053年、人類は火星への旅行が可能になりつつあった。謎のテロリストであるネオ・クライトは国連の進める火星進出計画に反対し、妨害活動を行っていた。市民と宇宙開発プロジェクトを守るべく、国連はI-COSS（ International Cosmic Security System）とその下部組織である特殊部隊 Shadow Swordに、総合監視解析システム「サーヴィランスシステム」を用いてネオ・クライトの野望を阻止するよう依頼した。プレイヤーはシャドーソードのリーダーとなり、テロリストによって引き起こされる数々の難事件を解決していく。18ヶ月にもおよぶ訓練のしめくくりとなる最終模擬演習に挑む。メンバーからは「大使館員を人質に取ったテロリストの鎮圧と、彼らが所持する爆弾の解体」が想定されていた。隊員たちは見事な連携で演習を遂行。最後に残されたのはダミーの爆弾処理。それは驚くべき破壊力をもつ本物だった…。

### 特殊部隊シャドーソード
西暦2051年に設立。メンバーはいずれも格闘術や爆発物処理など、各分野に優秀な熟練者であり、世界各国で活躍してきた俊秀が多い。部隊の正式名称は「外太陽圏方面隊第3師団第19特科連隊特務機動分隊」。政府と民間の共同出資によって成り立っているのが大きな特徴であり、宇宙の平和を管理する組織となる。I-COSSの管轄下に置かれており月軌道ステーションに本部が設置されている。

## 登場人物

### Shadow Sword
榊 悠輔（さかき ゆうすけ）
声 - 鈴村健一
主人公（プレイヤーキャラクター）で、Shadow Swordのリーダー。冷静で判断力に優れており、隊員からの信頼も厚い。サーヴィランスシステムを用いて、あらゆる事態に備えられるよう、解析結果をティムを通じて隊員たちに指示を送る。状況によっては特殊指揮車両を運転して現場に急行することもある。
ティム・ローパー
声 - 雪乃五月
ナビゲーター。Shadow Swordの隊員であるが、戦闘要員ではなく、コミュニケーションの専門家である。主な任務は、榊が解析したデータを軌道ステーションなどで管理し、現場にいる各隊員に通達すること。また、現場の変化を即座に榊へ連絡する。作戦中には榊に対し、的確なアドバイスが出せることもある。現場で行動を行う隊員たちの状況を榊悠輔に連絡し、行動を補佐する。
ネッド・ハーディ
声 - 梁田清之
実動部隊のリーダー。米国陸軍航空宇宙戦略司令部教育センターに所属経験のあるアメリカ人隊員。現役で活躍する屈強の軍人であり行動力は精鋭ぞろいのシャドーソードの中で特に高い。軍の教育センターで後進の指導に当たっていたが、実践経験を認められ部隊に招集された。
アマンダ・グレイス
声 - 野田順子
水中爆破舞台を前身とする特殊部隊に在籍しており、爆発物処理を得意とする女性隊員。1章では偽の人質役として演習に参加。
エドワード・バンフィールド
声 - 長島雄一
電子戦のスペシャリストであるイギリス人隊員。携帯機器から大型コンピュータまで、あらゆる機械に精通している電子戦要員。通称エド。サーヴィランスシステムに詳しい。
ジム・パーキンス
声 - 吉野裕行
米国空軍宇宙飛行士訓練生。人員補充のため、アマンダと共にチームに参加。
スティーブ・ハモンド
声 - 松本保典
高い狙撃能力をもつ隊員。オリンピック出場経験がある。狙撃のスペシャリストとして常に他の部隊から引き抜きの誘いがかかっている。
チャーリー・ヒックス
声 - 小西克幸
格闘戦のプロであるアメリカ人隊員。全隊員中最も小柄で、懸垂下降を得意とする。
ニコラス・ガンプ
声 - 長嶝高士
後方支援担当。通称ニック。能力が高く、「静かなる鉄の壁」と呼ばれている。
ミリアナ・イサコビッチ
声 - 川崎恵理子
部隊専属の軍医。本来は優れた学者でありロシア陸軍遺伝子研究アカデミーで主任研究員を務めていたが、I-COSSの強い要請で隊に配属された。
モーリス・ビラル
声 - 飛田展男
爆発物処理の専門家。かつてイギリスの特殊部隊に所属していた。爆発物処理の知識、技術は同隊の中に彼より長けた者はいなかった。各国の対テロ部隊に教官として招かれることもある。

### I-COSS
各国の宇宙開発機関によって作られた「共同宇宙観測システム」を母体に、宇宙の平和維持を目的として設立された組織。月や火星などに複数の宇宙ステーションを配置し、宇宙を幅広く監視している。Shadow Swordは同組織内の航空宇宙管制局の管轄下に置かれている。
クラウディオ・ストラビア
声 - 今井由香
司法局特別監査官。私生活においてハーディの恋人。シャドーソードとの関わりは深く、模擬練習の際には、人質の大使館職員役として参加する。
ハリス・ライアン
声 - 野島昭生
航空宇宙管制局、I-COSS局長。リノの父親。榊の上司。
サミュエル・モーガン
声 - 中博史
I-COSSに所属する黒人男性。

### ナバロ・コーポレーション
巨大な力を持つ医療企業。遺伝子研究や医療機器分野において影響力が強い。「サーヴィランスシステム」の基礎となる、総合医療用のデータ連携システムを開発した。
ハビエル・ナバロ
声 - 宝亀克寿
ナバロ・コーポレーション代表。ハリスとは義理の親子の関係。これまで医療分野において多大な功績を残しており、宇宙開発にも積極的に参加している。
辰宮 奏（たつみや かなで）
声 - 目黒光祐
ナバロ・コーポレーション社の火星ラボ研究責任者。
ノーマン・イワノフ
声 - 中田雅之
ナバロ・コーポレーション社の研究員。

### ネオ・クライト
数々の危険団体が1つにまとまり結成された国際的テロ組織。スペースプレーンの乗っ取り事件以降、シャドーソードとは激戦を繰り広げるようになる。
カプラ・コルデロ
声 - 青森伸
もとは軍人であったが、除隊後、数々の危険団体を吸収し、国際的テロ組織「ネオ・クライト」を結成する。ネオ・クライトのリーダー。サーヴィランスシステムを用いて、Shadow Swordを迎え撃つ。
ケイト・ウェイクマン
声 - 戸部公爾
ネオ・クライトの一員。
カジム・デイビス
声 - 小野健一
ネオ・クライトの一員。
パメラ・ローウェン
声 - 中西裕美子
ネオ・クライトの一員。

### その他
ロベール・ライアン
声 - 西村知道
ハリスの父。ナバロ社の元主任研究員。遺伝子研究の権威。今は孫娘のリノと共に静かに暮らしている。
リノ・ライアン
声 - 有島もゆ
ハリスの娘。無口。祖父のロベールと月へと向かうスペースプレーンに乗っていたとき、事件に巻き込まれてしまう。
マリア・ナバロ
声 - 吉田小百合
ハビエルの娘で、ハリスの妻。故人。

## 開発
本作の開発のきっかけはやるドラシリーズからもっとゲーム性を高めたものを作りたいという意見である。ただし、やるドラに携わってきたProduction I.Gはすでにシリーズ最新作『BLOOD』に着手していたため、同シリーズとは別体制での開発となった。その後、やるドラ4作品のアニメーションプロデューサーとして参加していたProduction I.Gの寺川英和がひと段落したということで、本作の企画・施策に着手した。本作のかなめであるサーヴィランスシステムのプロトタイプは2度目の試作にて完成した。ただし、このプロトタイプはPlayStationでの試作であり、プラットフォームをPlayStation 2にしたところ、ムービーをMPEG2で再生できなくなったり、ゲーム周りのデータがムービーの再生と競合するといったトラブルが発生した。
物語や世界観のセッティングはシステムが固まってから作られており、「宇宙開拓や医療技術の発展といった先進的な技術が不適切な使い方をされるのでは？」という考えから今のような形になった。

## スタッフ
- 企画・原作：Production I.G
- 監督：西村博之
- 脚本：早川正
- キャラクターデザイン・総作画監督：海谷敏久
- 美術監督：小倉宏昌
- 音響監督：田中英行
- 音楽：石川鉄男、Eric Gorfain
- スペシャルサンクス：湯浅政明
- ゲームデザイン：寺川英和
- ゲームディレクター：寺川英和、前島昌格、早川正
- ディレクター：山口晋平
- プロデューサー：寺川英和、宮木和人、山本浩
- エグゼクティブプロデューサー：石川光久、山元哲治
- 製作総指揮：佐藤明、竹野史哉、佐伯雅司
- 制作：Production I.G
- 製作・著作：ソニー・コンピュータエンタテインメント

## 評価
『週刊ファミ通』のクロスレビューでは、32点と採点され、32点から34点のソフトが対象となる「ゴールド殿堂」入りとなった。

## 関連商品
- サーヴィランス ビジュアル攻略ガイド、2002年4月26日発売、角川書店、ISBN 4-04-707086-6、攻略本[7]